# Petalophthalmus caribbeanus
Petalophthalmus caribbeanus is een aasgarnalensoort uit de familie van de Petalophthalmidae. De wetenschappelijke naam van de soort is voor het eerst geldig gepubliceerd in 1968 door O. Tattersall.